# دانشگاه ۱۸ مارس
دانشگاه ۱۸ مارس چاناک قلعه (تأسیس ۱۹۹۲)، یکی از دانشگاه‌های ترکیه است. این دانشگاه دارای ۷ دانشکده، ۲ مدرسه عالی، ۱۰ مدرسه عالی آموزش شغلی، ۲ انستیتو و ۴ مرکز تحقیقات است. تعداد دانشجویان آن حدود ۱۰ هزار نفر و تعداد کادر علمی آن حدود ۵۰۰ نفر است.
مجتمع امکانات دانشگاه در مرکز شهر و بخش‌های اطراف هستند. زبان آموزشی دانشگاه ترکی است.

## رشته‌های تحصیلی
- مدرسةعالی بهداشت چاناک قلعه: مامایی، پرستاری
- دانشکدة تربیت معلم: دبیری در رشته‌های: زبان آلمانی، تکنولوژی‌های رایانه‌ای و آموزش، جغرافیا، علوم پایه، انگلیسی، ژاپنی، پیش دبستانی، کلاسداری، علوم اجتماعی، تاریخ، زبان و ادبیات ترکی، زبان ترکی
- دانشکدة علوم پایه و ادبیات: بیولوژی، جغرافیا، فیزیک، زبان و ادبیات انگلیسی، شیمی، باستانشناسی، ریاضیات، تاریخ صنعت، تاریخ، زبان و ادبیات ترکی
- دانشکده الهیات
- دانشکده مهندسی و معماری: مهندسی در رشته‌های رایانه، غذایی
- دانشکده محصولات آبی
- مدرسه عالی توریزم و هتل‌داری
- دانشکده کشاورزی: تولید گیاهی، تولید حیوانی، تکنولوژی کشاورزی
- دانشکده اقتصاد و علوم اداری بیگا: اقتصاد کار و روابط تکنولوژی، اقتصاد، مدیریت و مالیه، مدیریت عمومی و روابط بین‌الملل

## امکانات

### کتابخانه
کتابخانه دانشگاه حدود ۲۰ هزار کتاب دارد.

### اسکان و تغذیه
خوابگاه این دانشگاه ظرفیت ۱۵۰۰ نفر (۱۰۰۰ دختر و ۵۰۰ پسر) دارد. همچنین، در مجتمع رفاهی یحیی چاووش نیز ۳۰۰ پسر و در بیگا (Biga) خوابگاه‌هایی با ظرفیت ۶۰۰ نفر وجود دارد.